# Game Boy Micro
Game Boy Micro (ゲームボーイミクロ, Gēmu Bōi mikuro) (estilizado GAME BOY micro) é um videogame portátil desenvolvido e produzido pela Nintendo. Este é o terceiro modelo do Game Boy Advance, e está dirigido a clientes "conscientes de imagem", com ênfase no seu tamanho reduzido e design moderno. De acordo com Perrin Kaplan, executivo da Nintendo of America, seu codinome durante o desenvolvimento foi Oxygen. O aparelho possui escrito "OXY-001" como o nome do modelo em sua traseira.
O Game Boy Micro foi oficialmente anunciado pelo vice-presidente de marketing e vendas da Nintendo, Reggie Fils-Aime, na conferência de imprensa da E3 no dia 17 de Maio de 2005. O sistema foi lançado no Japão no dia 13 de setembro de 2005, na América do Norte no dia 2 de outubro de 2005, na Europa no dia 4 de novembro de 2005, na Austrália no dia 3 de novembro de 2005 e na China como iQue Game Boy Micro no dia 1 de outubro de 2005.
O preço do portátil ficou em US$89 nos Estados Unidos, comparado aos US$79 do Game Boy Advance SP. Mais tarde, as versões Black (preto) e Silver (prata) caíram para US$89. No Japão o Game Boy Micro pode ser encontrado por ¥12,000, ¥3,000 a mais que o SP. Na Europa o preço estimado é de €95/£69. E na Austrália, apesar de seu preço oficial ser AUD $149.95, está sendo vendido por AUD $98.

## Design e especificações
O Game Boy Micro mantém a maioria das funcionalidades do Game Boy Advance SP, mas de uma forma atualizada. É menor que os modelos anteriores; um pouco maior e cerca de dois terços do peso de um iPod mini. Adicionalmente, possui uma tela em backlit, com a habilidade de ajustar o brilho para se adaptar a iluminação externa. Pode-se até trocar o console com duas capas de cores diferentes que vem na caixa.
O Game Boy Micro também apresenta uma frente removível, permitindo a compra de outros estilos alternativos.
- Dimensões: 50 x 101 x 17.2 mm (2 x 4 x 0.7 polegadas). Quase o tamanho de um cartão de crédito comum.
- Peso: 80 g
- Processador: 32-bit 16.8-MHz ARM (ARM7TDMI).
- Cores: Cores e designs variados através de uma face removível e personalizável. Exemplos
- Tela: 51 mm /2 pol. (comparado aos 74 mm / 2.9 pol. do GBA), backlight com brilho ajustável. De acordo com o release de imprensa, a "melhor tela de Game Boy de todos os tempos".
- Bateria:  bateria de íon de lítio interna e recarregável.
- Fones de Ouvido: Suporta fones de ouvido padrão sem a necessidade de acessórios adicionais.

O console também possui uma alavanca de dois lados na parte direita para ajustar o volume para cima ou para baixo. Segurando o botão "L", a mesma alavanca ajusta o brilho da tela.

## Software
O Game Boy Micro é compatível com todos os cartuchos do Game Boy Advance, incluindo cartuchos da série Game Boy Advance Video. Ao contrário do Game Boy Advance e do Game Boy Advance SP, o Micro não suporta os jogos feitos para o Game Boy e o Game Boy Color.
O e-Reader também é oficialmente incompatível, apesar de entrar no compartimento, como disse a IGN.
Como o Game Boy Advance e Game Boy Advance SP, não existem restrições para regiões. Cartuchos norte-americanos podem ser jogados em consoles japoneses e vice versa.

## Formas
No Japão, o portátil está disponível em sete cores/estilos; preto, azul, roxo e cinza, juntamente com três edições limitadas, uma baseada no controle original do console Famicom, uma com modelo azul e uma frente baseada no Final Fantasy IV  e uma com modelo vermelho e uma frente preta contendo uma silhueta do famoso Pokémon Pikachu . Nos Estados Unidos, o Micro está disponível em duas cores, cada uma vendida com duas frentes removíveis inclusas: prata com as frentes "Ammonite" e "Ladybug", e a preta com as faces "Flame" e "Camouflage".
Uma edição de "20º Aniversário" foi lançado em 5 de dezembro de 2005, que é como o Micro de estilo Famicom, porém com o nome modificado e faltando o distintivo símbolo de 20º Aniversário contendo o personagem Mario. Na Europa e Austrália, o portátil está disponível em quatro frentes coloridas: prata, verde, azul e rosa. 

## Lançamento e Vendas
- O Game Boy Micro vendeu mais de 170.000 unidades durante seus primeiros dias de lançamento no Japão.
- O lançamento norte-americano foi duramente criticado; com um lançamento formal no dia 19 de setembro de 2005, muitas lojas atrasaram o lançamento até o dia 26 de setembro de 2005, algumas só lançaram no dia 30 de setembro de 2005.
- O Game Boy Micro já vendeu mais de 1.000.000 de unidades em todo o mundo.

## Reação

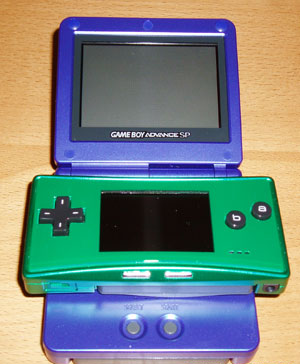
Game Boy Micro junto a um Game Boy Advance SP.

### Críticas
Por causa do tamanho reduzido do Micro, o sistema teve que modificar suas peças e foi duramente criticado, pois muitas das funções do Game Boy Advance não funcionam. Enquanto a entrada para fones de ouvido foi restabelecida, jogadores precisam comprar dois cabos de link (GBM-GBM e GBM-GBA) para ter total funcionalidade multiplayer. A loja online da Nintendo.com lista os dois por US$9,95 e US$7,95 respectivamente. O cabo GameCube Game Boy Advance não é compatível com o Micro. A entrada de energia menor não é compatível com os carregadores de energia do SP/DS, então não é tão facilmente substituível, caso o dono tenha perdido o cabo do Micro, não pode utilizar outros cabos dos portáteis da Nintendo.
A conversão de acessórios é uma ideia que não difere de nenhum outro Game Boy, de forma que os consumidores precisam atualizar seus acessórios, juntamente com um novo Game Boy.
A falta de retrocompatibilidade com os jogos Game Boy/Game Boy Color também foi altamente criticada. Críticos ressaltaram que o Nintendo DS também pode rodar os jogos do Game Boy Advance com uma luz um pouco mais fraca, mas com a habilidade de se jogar jogos do DS.
Preço é outro fator para as críticas ao Micro. Custando US$99, tem o mesmo preço de um Nintendo GameCube (no natal de 2005, com uma cópia de Mario Party 7 e um controle extra), US$20 mais caro que o Game Boy Advance SP e US$30 mais barato que o funcional Nintendo DS. Muitos jogadores admitiram que gostariam de comprá-lo se fosse mais barato, apesar da Nintendo ter baixado o preço dos modelos Black e Silver para US$89.
Já que seu tamanho reduzido é a grande causa de todos os problemas listados acima, e como a maioria das pessoas já consideram o Game Boy Advance SP como portátil o suficiente, elas se perguntaram porque a Nintendo o lançou. Através das boas vendas do Micro, pode-se constatar que muitas pessoas estavam esperando um console menor e mais moderno.
O lançamento quase simultâneo com a versão backlit do Game Boy Advance SP trouxe ainda mais críticas. Os jogadores que hesitaram quanto a tela menor do Micro, estão comprando esta versão modificada do SP. O SP melhorado oferece a mesma luz do Micro, porém com suas funções adicionais e a mesma tela. Entretanto, a luz do SP é executada em 50Hz, ao invés de 60Hz, o que pode levar a uma neblina de movimento em alguns jogos mais rápidos. Pessoas afirmam que a Nintendo estaria atirando em seu próprio pé ao lançar os dois produtos ao mesmo tempo.
Por último, o lançamento norte-americano foi criticado. Um pouco antes, a Nintendo não criou nenhum tipo de grande marketing por trás do produto, e algumas lojas receberam o produto em uma data errada. O lançamento oficial era no dia 19 de Setembro, mas certas lojas não o tinham no estoque mesmo uma semana depois. Depois que o produto foi lançado, uma tímida campanha de marketing apareceu na televisão, revistas e histórias em quadrinhos.

### Louvores
O Game Boy Micro foi elogiado por trazer de volta o aspecto horizontal do Game Boy Advance. Muitas pessoas não gostavam do aspecto vertical (usado no Game Boy, Game Boy Color e SP), pois achavam desconfortável ajustar suas mãos tão próximas umas das outras quando usando os controles. Os botões A e B também são muito maiores que o modelo anterior, tornando-os mais fácil de ser usado.
A tela backlight do Game Boy Micro, que é superior ao do Game Boy Advance SP, também foi elogiada por sua visibilidade. Assim como o Nintendo DS, cada pixel tem sua claridade aumentada de maneira uniforme, e com brilho ajustável. Devido ao tamanho da tela ser menor que o Game Boy Advance, os gráficos ficam muito melhores que nos modelos anteriores. A tela também é significantemente mais clara de que até mesmo o Nintendo DS. O lançamento de um Game Boy Advance SP com uma tela mais clara deixou este ponto, de certa forma, em baixa. Porém, no caso do Game Boy Advance SP, a tela mais clara vem ao custo de uma taxa de atualização menor (50Hz), enquanto o Micro preserva os 60Hz.
Apesar do lançamento fraco e alguns problemas, os jogadores estão percebendo que a Nintendo ainda não ignorou o Micro. A Nintendo também criou uma série de novos acessórios compatíveis com ele, como o Micro Play-Yan.
As frentes removíveis também foram bem recebidas. Modelos anteriores, principalmente o SP, tinham problemas com a acumulação de pó em baixo da tela, e tentar abrir a unidade para limpá-la quebrava a garantia, além de ser perigoso. Agora a face pode ser removida facilmente para tirar o pó e trocá-la, quando ficar muito gasta.
Toda a unidade é muito menor e mais fina que o modelo SP, tornando o videogame mais portátil até então.